# 中华笔草
中华笔草（学名：Pseudopogonatherum contortum var. sinense）为禾本科假金发草属下的一个变种。